# Von allen Gedanken schätze ich doch am meisten die interessanten
Von allen Gedanken schätze ich doch am meisten die interessanten ist das vierte Album der Hamburger Band Die Sterne. Es wurde im März und April 1997 im Soundgarden Studio in Hamburg aufgenommen und erschien am 23. Juni 1997 auf dem Label L’age d’Or.

## Titelliste
1. Die Interessanten – 3:31
2. Ganz normaler Tag – 3:03
3. Abstrakt – 2:58
4. Widerschein – 2:40
5. Merg.id – 6:19
6. Klebrig – Vermutlich – 3:55
7. Tourtagebuch – 3:54
8. Kannst du dich nicht endlich entscheiden – 4:16
9. Sofern die Winde wehen – 3:07
10. 1-2-3-Tier – 3:01
11. Bis neun bist du O.K. – 18:40

### Titelinformationen
Auch für dieses Album schrieb Frank Spilker sämtliche Texte, während die Musik von der gesamten Band geschrieben wurde. Das letzte Lied Bis neun bist du O.K. enthält nach ca. 7 Minuten Stille einen versteckten Titel, der von einem Sprecher als Collage vorgestellt wird und Textbeiträge sowie aufgezeichnete Gespräche enthält.

## Veröffentlichungen
Aus diesem Album wurden Abstrakt (1997), Die Interessanten (1997) und Bis neun bist du O.K. (1998) als Singles ausgekoppelt.

## Rezeption
Die Musikzeitschrift Visions gab dem Album 9 von 12 Punkten.
Die Zeitschrift Musikexpress hat das Album im Jahr 2001 auf Platz Nr. 47 der besten deutschen Platten gelistet.

## Chartplatzierungen
Das Album erreichte im Erscheinungsjahr für eine Woche Platz 43 der deutschen Albumcharts.
| ChartsChartplatzierungen | Höchstplatzierung | Wochen |
| ------------------------ | ----------------- | ------ |
| Deutschland (GfK)        | 43 (5 Wo.)        | 5      |